# Neochelanops peruanus
Neochelanops peruanus är en spindeldjursart som först beskrevs av Volker Mahnert 1984.  Neochelanops peruanus ingår i släktet Neochelanops och familjen blindklokrypare. Inga underarter finns listade i Catalogue of Life.